# Play – Nur ein Spiel?
Play – Nur ein Spiel? (Originaltitel: Play) ist ein schwedisches Filmdrama von Ruben Östlund aus dem Jahr 2011. Es handelt von einer Jugendbande, die in Göteborg andere Jugendliche mit subtilen Mitteln unter Druck setzt und beraubt. Der Film basiert auf einer wahren Begebenheit aus den 2000er-Jahren.

## Handlung
Alex, Kevin und Sebastian, allesamt drei Kinder aus der schwedischen Mittelschicht, sind auf einer Shoppingtour durch ein Göteborger Einkaufszentrum. Sie werden von einigen somalischen Jugendlichen beobachtet und schließlich angesprochen. Sie lassen sich unter einem Vorwand das Mobiltelefon von Alex zeigen und behaupten, dass einem ihrer Brüder genau ein solches Modell am Wochenende gestohlen worden sei. Auch einige Kratzer und Beschädigungen lassen die Vermutung zu, dass es sich um das Diebesgut handeln könnte.
Die afrikanischen Jugendlichen fordern die Kinder auf, die Herkunft des Telefons nachzuweisen. Da sie dies nicht können und Alex seine Mutter telefonisch nicht erreichen kann, schlagen die Jugendlichen vor, dass sich die drei Kinder mit ihrem Bruder treffen sollen, damit dieser das Telefon ebenfalls begutachten kann. Er sei in der Nähe des Einkaufszentrums, damit könne der Verdacht ausgeräumt werden.
Die Kinder haben Angst mitzukommen und weigern sich zunächst. Sie können den Jugendlichen kurzzeitig entfliehen, werden aber von ihnen durch die Stadt verfolgt. Sie bitten einige Erwachsene um Hilfe, doch diese reagieren nur ausweichend und wollen nicht in Streitigkeiten verwickelt werden. Die Jugendlichen ziehen mit den Kindern immer weiter hinaus in die Außenbezirke der Stadt. Mit subtilen Drohungen und Andeutungen gelingt es ihnen, ständigen Druck auf die Kinder auszuüben und sie so zum Mitgehen zu zwingen. Als einer der Jugendlichen die Gruppe verlässt, wird er von dem Anführer getreten und verprügelt.
Auf einem einsamen Feldweg schlagen die Jugendlichen schließlich vor, ein Wettrennen zu veranstalten. Dem Sieger sollen alle Wertsachen gehören. Doch bei dem Wettlauf wendet einer der Jugendlichen einen Trick an und rennt nicht den Weg entlang, sondern nimmt eine Abkürzung über eine Wiese. So gewinnen die Jugendlichen das Rennen und nehmen sämtliche Wertgegenstände, wie Geldbörsen, Telefone, eine Markenhose sowie eine Klarinette an sich. Die Kinder dürfen nun nach dem verlorenen „Wettlauf“ gehen und fahren mit der Bahn nach Hause. Dabei werden sie von zwei Kontrolleuren aufgegriffen und erhalten Strafzettel wegen Beförderungserschleichung.
In einer der letzten Einstellungen sind zwei der Kinder mit ihren Vätern in der Stadt unterwegs. Sie erkennen einen der Täter wieder, worauf ein Vater ihn zur Rede stellt und die Herausgabe eines Mobiltelefons fordert. Eine Frau beobachtet das Geschehen, interpretiert die Situation jedoch auf ihre Art und Weise und fordert den Vater auf, den Jungen in Ruhe zu lassen. Dem Vater, der bei der Ansprache des Jungen selbst Gewalt angewendet hat, wirft sie Rassismus vor.

## Kritik
Die Redaktion von filmstarts.de fragt sich, ob die Filmhandlung auf einer rassistischen Grundthese beruhe. Sie selbst sieht in dem Film keinen Rassismus, sondern vielmehr eine „Sezierung psychologischer Mechanismen“ mit jugendlichen Darstellern, die eine Komplexität vermitteln, „die aus einem womöglich schematischen Experiment wirklichkeitsnahe Widersprüchlichkeit erwachsen lässt.“ Die taz kritisiert an dem Film, dass sich Östlund „selbst immer wieder in den rassistischen Widersprüchen der Political Correctness“ verzettelt.
Das Lexikon des internationalen Films meint, dass der „zentrale Handlungsstrang des Films […] einen höchst differenzierten, vieldeutigen Blick auf das auf einem realen Fall von Jugendkriminalität beruhende Geschehen“ eröffne. Dieser positive Eindruck werde aber „teilweise durch seinen plumpen Schluss sowie einige wesentlich schwächere Nebenhandlungen“ zunichtegemacht, die „das Geschehen eher platt auf ethnische Spannungen“ reduzierten.
Frank Schnelle von epd Film vergab lediglich zwei von fünf Sternen und urteilte: „Alles politisch korrekt, aber in seiner Eintönigkeit und Redundanz enervierend. Im Zweifel verspricht eine zweistündige Straßenbahnfahrt, die obendrein nur den Bruchteil eines Kinotickets kostet, die gleichen Einsichten, dafür aber mehr visuelle Abwechslung.“
Der Film wurde insbesondere in der schwedischen Öffentlichkeit intensiv diskutiert. Der Auslöser war ein Bericht von  Jonas Hassen Khemiri in Dagens Nyheter mit dem Titel „47 Gründe, warum mich Ruben Östlunds Film ‚Play‘ zum Weinen gebracht hat“. Khemiri gab unter anderem an, dass ihm der Film rassistisch vorkomme  und es ihn irritiert habe, dass im Kino laut gelacht wurde. In Dagens Nyheter wurde bedauert, dass Östlund „dem Zuschauer nicht die Möglichkeit gebe, die Geschichte aus der Perspektive der ‚Anderen‘ zu sehen“; dem widersprach ein anderer Kritiker derselben Zeitung. Åsa Linderborg vom Aftonbladet bemängelte, dass Östlund keine Verantwortung für seine Provokationen übernehme.

## Auszeichnungen
- 2012: Filmpreis des Nordischen Rates
- 2012: Guldbagge für die Beste Regie